# Litoria piperata
Litoria piperata és una espècie de granota del gènere Litoria de la família dels hílids. Originària d'Austràlia.
Aquesta granota és en perill crític d'extinció. És possible que ja estigui extincte. Els científics no han vist aquesta granota amb seguretat des del 1973. Alguns científics veien una granota amb la mateixa aparença de Litoria piperata a la dècada de 1990, però les seves veus sonaven diferents. A la dècada de 1990, científics van decidir que necessitaven estudiar els gens i ADN d'aquesta granota i els seus parents abans de poder dir realment quines eren espècies separades i quines no. Els parents de Litòria piperata són Litoria barringtonensis, Litoria pearsoniana, i Litoria phyllochroa.